# Гоен-Вангелін
Гоен-Вангелін (нім. Hohen Wangelin) — громада в Німеччині, розташована в землі Мекленбург-Передня Померанія. Входить до складу району Мекленбургіше-Зенплатте. Складова частина об'єднання громад Зенландшафт-Варен.
Площа — 43,84 км2. Населення становить 607 ос. (станом на 31 грудня 2020).

## Галерея

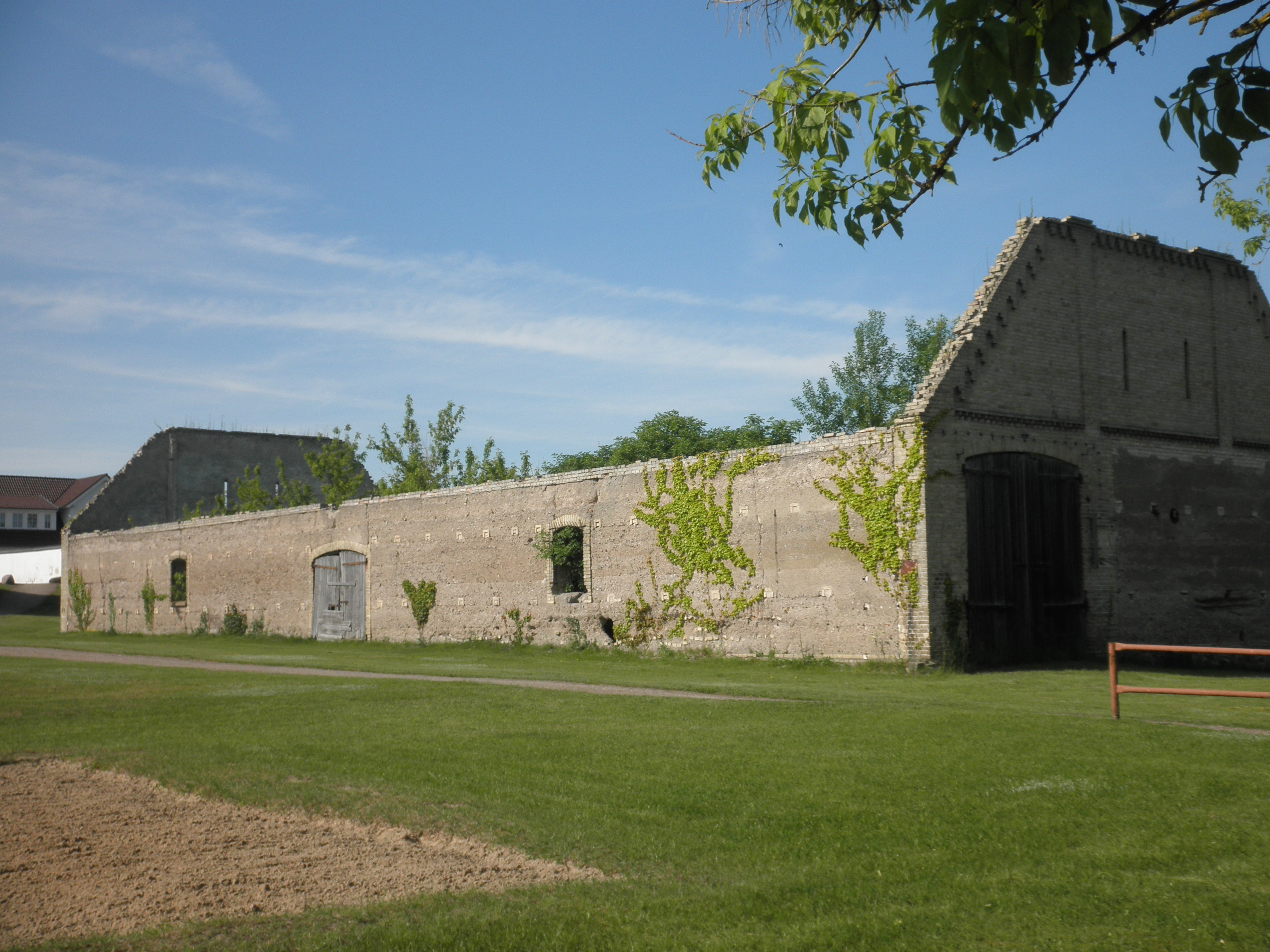
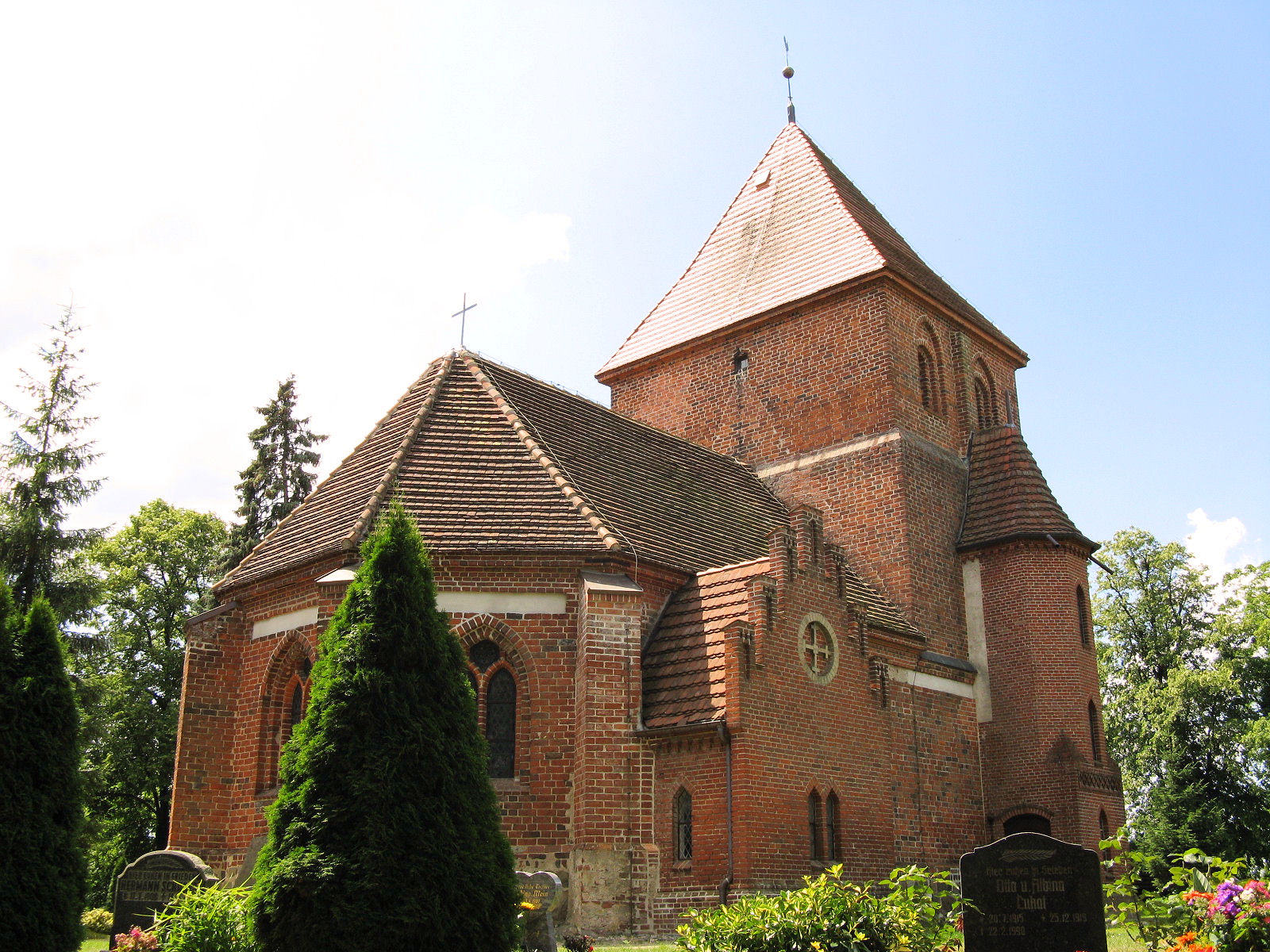